# FKチュメニ
フトボリヌィイ・クループ・チュメニ（ロシア語: Футбольный клуб Тюмень）は、ロシアのチュメニをホームタウンとするサッカークラブである。

## 歴史
クラブは1961年に創設された。1961年から1963年までと1983年から1991年まではゲオロク、1964年はプリボイ、1965年から1977年まではネフトヤニク、1978年と1979年はストロイテリ、1980年から1982年まではファケル、1992年から1996年まではディナモ＝ガゾヴィクの名前で活動し、1997年にチュメニに改称された。2003年はスデュショル＝シブネフテプロヴォトの名前で活動した。
ソビエト連邦時代は1984年から1986年までソビエト連邦セカンドリーグで優勝、1987年から1991年まではソビエト連邦ファーストリーグに所属し、最高順位は1989年と1990年の11位であった。
ソビエト連邦の崩壊後、ロシア最上位リーグのロシア・トップリーグ 1992に参加し、1990年代に最上位リーグに通算5シーズン所属した。また、1993年と1996年にファーストリーグで優勝した。
2003年に解散し、リーグから撤退したが、元チュメニの数選手を補強したリザーブチームがスデュショル＝シブネフテプロヴォトの名前でサードディビジョンに参加した。2004年にチュメニが復活し、アマチュア・フットボールリーグで2シーズンを過ごした後、2006年にプロフェッショナル・フットボールリーグに復帰した。
2013-14シーズンはロシア・カップでゼニト・サンクトペテルブルクを2-0で破り、ラウンド16に進出した。プロフェッショナル・フットボールリーグでもウラル＝ポヴォルジエ地域で優勝し、15シーズンぶりに2部のフットボール・ナショナルリーグに復帰した。

## 獲得タイトル
- ロシア・ナショナル・フットボールリーグ：2回
  - 1993, 1996
- ロシア・セカンドディビジョン：1回
  - 2013-14
- ロシア・サードディビジョン：2回
  - 2004, 2005
- ソビエト連邦セカンドリーグ：3回
  - 1984, 1985, 1986

## 歴代監督
- ウラジーミル・マミノフ 2017-

## 歴代所属選手
- エフゲニ・サヴィン 2014-2015